# Come distinguere l'adulatore dall'amico
Come distinguere l'adulatore dall'amico (Quomodo adulator ab amico internoscatur; titolo originale Πῶς ἄν τις διακρίνοιε τὸν κόλακα τοῦ φίλου) è un trattato morale di Plutarco, incluso nei suoi Moralia.

## Struttura
Il trattato, rivolto ad Antioco Filopappo, si incentra sulla necessità di saper distinguere gli amici dagli adulatori, per evitare di cadere nel tranello delle belle parole, spesso menzognere :
L'opera è il n. 89 del catalogo di Lampria.